# Osicala
Osicala es una ciudad y distrito del municipio de Morazán Sur, departamento de Morazán, situada a 184 kms de San Salvador, capital de la república de El Salvador. Bajo su jurisdicción hay cuatro cantones y dieciocho caseríos.

## Toponimia
Desde 1955 se denomina «Osicala» y con mayor propiedad se denominaba antiguamente «Ozicalapa», que en idioma Lenca salvadoreño o potón significaba Ciudad de los 9 Vientos, de oziga u ozica («vientos») y cala o calapa («nueve»).

## Ubicación
La Ciudad está situada sobre una loma semi-alta del cerro Cacahuatique, rodeada por pequeños cerros como lo son cerro Coyol, cerro Pando y cerro El Pickmacho. En una de las faldas a unos trece kms al norte del cerro Cacahuatique y al sur del río Torola. Su extensión actual es de 47.05 km².
Limita a 8,9 km al norte con Meanguera, a 13 km al sudeste con Cacaopera, a 4,1 km al sur con Delicias de Concepción, al suroeste con Ciudad Barrios y a 11,9 km al oeste con Gualococti

### Coordenadas
- Latitud: 13° 48' 18.81" Norte
- Longitud: 88° 09' 15.00" Oeste
- Altitud: 570 metros sobre el nivel del mar.

## Clima
Su clima es mayormente tropical semi-fresco durante la mayor parte del año. Y debido a su localización, se recibe mucha brisa fresca durante casi todo el año. Haciendo honor y reafirmando su antigua traducción del nombre los 9 vientos.

## Historia
En documentos del año 1550, este pueblo se figura como tributario de la jurisdicción de la Villa de San Miguel de la Frontera. La fundación de este núcleo humano es muy anterior a la llegada de los españoles en el siglo XVI.
En 1740, San Juan Osicala tenía 31 familias tributarias, o sea alrededor de 155 habitantes. Para 1770 Osicala fue cabecera del extenso curato de su mismo nombre, que comprendía con anexos a: Meanguera, Yoloaiquín, Jocoaitique, Torola, Perquín, Arambala, Gualococti, San Simón, Cacahuatique (hoy Ciudad Barrios), Sesori y Cacaopera. Para ese entonces, la población urbana era de apenas 30 familias con 150 individuos.
En 1786 ingresó al Partido de Gotera.

### Pos-independencia
Empezando el 12 de junio de 1824 (hasta el 14 de julio de 1875) Osicala perteneció al departamento de San Miguel. En 1836 se convierte en la cabecera de su propio distrito creado por el Decreto Legislativo de 17 de marzo.
Empezando en octubre de 1852 hubo un gran temporal en El Salvador que hace muchos estragos a nivel nacional, incluyendo el derrumbamiento de la mitad de un cerro en el distrito de Osicala, en las cercanías de Gualococti.
En el 10 de marzo de 1874 se le otorgó al pueblo de Osicala el título de villa, en atención al número de sus habitantes y al desarrollo de su agricultura. La joven villa fue honrada con la jerarquía de cabecera departamental cuando el Poder legislativo creó el departamento de Gotera (Morazán) en el 14 de julio de 1875, siendo presidente el mariscal Santiago González. La cabecera departamental de Gotera es trasladada a la propia ciudad de San Francisco Gotera en el 8 de febrero de 1877, dejando de ser la villa de Osicala desde esa fecha cabecera departamental.
En el 21 de septiembre de 1877 se autoriza por Acuerdo Ejecutivo el traslado o mudanza de la antigua población a su nuevo sitio conocido por "El Terrero" donde hoy se asienta, por Decreto Legislativo del presidente Rafael Zaldívar y el Secretario de Estado José Ciriaco López.
Por Decreto Legislativo del 22 de marzo de 1897, se desmiembran de Osicala, de Cacaopera y de Yoloaiquín, varios Cantones para construir así el Municipio de Delicias de Concepción, que también vino a incorporarse al Distrito de Osicala.
En el 15 de agosto de 1955 la antigua villa de Osicala obtuvo el título de ciudad por Decreto Legislativo durante la administración del Teniente-Coronel Oscar Osorio.

## Demografía
Su población ha venido creciendo con el correr de la historia según se detalla a continuación:
| Año  | Habitantes |
| ---- | ---------- |
| 1740 | 155        |
| 1770 | 150        |
| 1807 | 575        |
| 1890 | 1810       |
| 2006 | 10,750     |
| 2007 | 10,841     |
| 2008 | 10,932     |
| 2024 | 9,177      |

## Cultura y Sociedad
Cuenta con varios equipamientos sociales educativos y sanitarios:
- Un Centro de Formación Profesional (INSAFORP) con Talleres de adiestramiento para jóvenes.
- Una Escuela Parvularia.
- Una Escuela Urbana Mixta y 10 Rurales Mixtas.
- Un Instituto Nacional y Una Casa de la Cultura.
- Una Unidad de Salud.

## Economía
La principal actividad económica de este pueblo se atribuye a su comercio de artículos de consumo diario, pero al igual que en la mayoría de distritos de El Salvador, otra de las principales fuentes de ingreso son las remesas familiares procedentes de sus paisanos que trabajan en el exterior. Esto se da ya que durante el conflicto armado, muchos habitantes de Osicala tuvieron que emigrar hacia otros países como: Belice, México, Estados Unidos y Canadá, por nombrar algunos. Aun ahora en tiempos de paz, muchos jóvenes deciden partir hacia "el norte", en busca de mejores oportunidades de trabajo.

### Agricultura
Cultivo de granos básicos como maíz, frijoles, caña de azúcar, frutales y café, se da en los alrededores del casco urbano. También la producción y manufactura de los productos derivados del henequén o maguey siendo estos ya en un menor escala y una baja producción.

### Ganadería
La crianza de ganado porcino, ovino, equino y vacuno se da en menor escala; aunque a sus alrededores existe gran parte de pastizales actualmente el municipio consta con una mayor producción de leche y sus derivados por un mayor crecimiento del ganado vacuno.

### Avicultura
En la actualidad muchas personas se están integrando en avicultura, manejando en pequeñas cantidades lo que son gallinas ponedoras, pollo de engorde, codornices, para la producción de huevo y carne para el municipio.

### Industria y Comercio
En Osicala se produce el henequén de cuya fibra se elabora una variedad de productos que van desde artesanías hasta papel y alcohol. Debido a la significante producción de esta planta , Osicala fue nombrada "Capital del Henequén" y es que según datos proporcionados por la Alcaldía Municipal, un 70% de la población dependen de esta planta. Por eso es que distintas organizaciones promueven la utilización de productos derivados de esta fibra, que además de ser económica, es biodegradable, es decir, no produce daño alguno a nuestro planeta. La fibra del henequén se ofrece como una opción a la utilización de fibras sintéticas. En la actualidad esta, tiene diversos usos, pero estos son solo una pequeña parte de lo que se puede hacer con dicho producto.
En la actualidad la población de Osicala depende de la agricultura que consta del maíz, frijol, maicillo y las áreas cafetaleras, la producción del maguey o henequén es en una baja escala y es artesanal.

### Turismo
- El Salto de San Lucas: es una caída de agua desde una gran altura, situada entre el Cantón La Montañita y San Lúcas, a unos 10 km al poniente de Osicala, en la carretera que conduce a Gualococti y San Simón. Sus aguas cristalinas y frías provienen de varios manantiales de la cumbre del Cerro Cacahuatique.

- La Cueva: localizada en la parte baja de Osicala, cerca del Cantón Llano Alegre. Una caverna que según se dice (información no confirmada) los antepasados indígenas usaban esta cueva para conducirse en menor tiempo desde Osicala hasta los pueblos del norte. Dicha cueva atravesaba el Río Torola bajo sus aguas.

- Río Torola: este  río ha sido visitado por turistas locales y de zonas aledañas, mayormente durante la Semana Santa. Su principal punto de atracción es a un lado del Puente de su mismo nombre, sobre la carretera que de Osicala conduce a Meanguera y Perquin (Ruta CA-7). Los turistas levantan sus tiendas de campaña y las ventas de comida están presentes al servicio de los turistas.

## Infraestructura vial y Transportes
Buses de transporte colectivo viajan todos los días desde y hasta San Francisco Gotera y San Salvador. Asimismo hay transportación para la industria y el comercio diario a través de vehículos de carga liviana, mediana y pesada.
Además cuenta con una oficina de correos, oficina de teléfonos  y acceso a internet.

## Proyectos
En un futuro cercano, se proyecta la Carretera (E-3) Longitudinal Norte, la cual comenzará en Metapán, seguido por Chalatenango-San José Las Flores-Nombre de Jesus-Villa Victoria-Nuevo Edén de San Juan-Osicala-Cacaopera, Corinto y terminando en Concepción de Oriente en el Departamento de La Unión al extremo oriente de El Salvador.

## Fiestas patronales
Sus principales festividades se desarrollan por durante casi una semana antes del día principal. Las fiestas son dos: la primera se celebra el 2 de febrero, día de la Virgen de Candelaria y la segunda el 24 de junio, día de San Juan Bautista. En ambas festividades, desfila el Correo en el cual, el comité de festejos disfraza a muchachos y adultos para darle más realce y colorido a la distribución del Programa de las fiestas, el cual contiene toda la información referente a las actividades diversas a desarrollarse durante dichas fiestas. Van jugueteando por las calles principales, con música y cohetes. Música en alto parlantes con el patrocinio de algunas empresas, Casas Comerciales y la colaboración de algunas emisoras de Radio o Televisión. Durante todos los días de esa semana, incluyendo el día mayor, se desarrollan actividades comerciales, mercados al aire libre, de frutas, legumbres y productos cosechados de la región. También tiangues y ferias de la jarcia, como sin faltar encuentros deportivos, entre locales y visitantes.